# Rubens Nicola
Rubens Nicola Glagliarde Junior (São Paulo, Brasil, 30 de julio de 1955) es un exfutbolista brasileño que formó parte de varios clubes en Brasil y principalmente Chile.

## Biografía
Delantero de excelente técnica y goleador en varios de los equipos en los cuales pasó. 
Estuvo en clubes de diversas categorías de su país como los poderosos Botafogo y Corinthians, y los menos reconocidos Ceará y Olaria.
En 1979 llegó a Chile, en donde desarrolló el resto de su carrera hasta su retiro. Militó con gran éxito en el Rangers de Talca, siendo recordado por los  hinchas ranguerinos por los cinco goles que en 1983 le anotó a Colo-Colo, dos en la primera rueda del torneo, en el histórico triunfo 2-1 que los piducanos obtuvieron en el Estadio Nacional, y los tres convertidos en la segunda rueda, en un inolvidable 5-2 en el Estadio Fiscal de Talca. Debido a esto es uno de los máximos ídolos de la institución rojinegra, y dadas las buenas actuaciones mencionadas anteriormente, el mismo Colo-Colo decide ficharlo para la siguiente temporada.
Su desempeño en Colo-Colo no fue el esperado, a pesar de formar un tridente en ataque junto a Carlos Caszely y Severino Vasconcelos, y el equipo albo estuvo lejos de pelear el título aquella temporada.
Después pasó por algunos clubes más del fútbol chileno, hasta su retiro en 1986.
Actualmente reside en Brasil, donde se dedica a la atención de un restaurant en la ciudad de Cabo Frío, en las afueras de Río de Janeiro.

## Clubes
| Club                  | País   | Año       |
| --------------------- | ------ | --------- |
| Botafogo              | Brasil | 1975-1976 |
| Olaria Atlético Clube | Brasil | 1977      |
| Corinthians           | Brasil | 1977      |
| Olaria Atlético Clube | Brasil | 1978      |
| Ceará                 | Brasil | 1979      |
| Unión Española        | Chile  | 1979-1980 |
| Everton               | Chile  | 1981      |
| Cobresal              | Chile  | 1982      |
| Rangers               | Chile  | 1983      |
| Colo-Colo             | Chile  | 1984      |
| Audax Italiano        | Chile  | 1985      |
| Deportes Laja         | Chile  | 1986      |
| Curicó Unido          | Chile  | 1986      |

## Palmarés

### Campeonatos nacionales
| Título              | Club        | País   | Año  |
| ------------------- | ----------- | ------ | ---- |
| Campeonato Paulista | Corinthians | Brasil | 1977 |